# Fidelidade conjugal
Fidelidade conjugal é a manifestação da fidelidade no domínio de uma relação conjugal — qualquer que seja a sua natureza em figuras e/ou em papéis de gênero —, que pode ser recíproca, mutuamente acordada e assentida, ou unilateral, acordada ou não. Necessariamente implica mútua confiança, aceita esta e considerada como a base da estabilidade relacional. Conquanto possa envolver também o aspecto sexualidade relacional — é o mais usual —, não se lhe prende exclusivamente, todavia, dado que há acordos de fidelidade que prescidem da vivência ou até da ideia de sexualidade, esta, per se, também ampla por demais em sua significação.

## Ontologia
Fidelidade conjugal, independentemente da cultura envolvida ou do cenário espaço-temporal, é classicamente considerada um valor ou virtude fundamental na relação conjugal, variadas como possam ser as suas formas de realização prática. Embora, na maioria das vezes, seja costume situá-la externamente ao sujeito que a concebe e, pois, a espera ou exige, pode-se, também, concebê-la como situada internamente ao sujeito de concepção. Esta última forma, sem dúvida, apresenta incontáveis vantagens sobre a outra — muito mais usual — pois exibe como penhor de salvaguarda um objeto de valor que se abriga no íntimo do sujeito, sendo, assim, virtualmente imune a transgressões, exceto se autoconsentidas, o que, em qualquer situação, estará no domínio do foro intimo ou pessoal, passível ou não de juízo de condenação, mas no âmbito de decisão apenas pessoal. De qualquer modo, a forma mais simples de se a conceber é a biunívoca, a relação de um para um.
Sem dúvida, existe um equívoco generalizado no identificar fidelidade com sexualidade. Há pessoas, no domínio convivencial marital ou similar, que convivem e mantém certo tipo de acordo, no qual conveniências mútuas e mútuos interesses, até mesmo acomodação, comodismo ou medo de solidão, estão em jogo — sem que haja qualquer "contrato" de fidelidade, expresso ou tácito.
Desde logo — e preventivamente — não se deve confundir fidelidade conjugal com monogamia, pois são acordos distintos. Entretanto, é possível estabelecer um acordo que inclua ambos os itens no pacto relacional. Nesse molde fala-se em fidelidade biunívoca. Pode-se, todavia, estender o conceito, para fidelidades plurívocas várias, embora pouco usual.
Práticas modernas e contemporâneas têm estabelecido a validade, conquanto polêmica, de várias modalidades de “fidelidades”, desde que acordadas entre as partes conviventes. Nesse novo cenário (por sinal, histórica e culturalmente, não tão novo assim), as partes nem mesmo precisam ser de sexos opostos, os casais heterossexuais. De fato, nas várias culturas atuais, tem havido crescente movimento no sentido de convalidar acordos contratuais nupciais entre pessoas de mesmo sexo, homossexuais ou variantes sexuais os mais diversos seguindo assim a prática já existente socialmente mesmo que sem reconhecimento legal.

## Visão religiosa

### Perspectiva judaico-cristã
A perspectiva judaico-cristã ortodoxa considera a fidelidade conjugal um valor exigível reciprocamente entre os cônjuges, com base na prescrição bíblica contida tanto no Antigo Testamento quanto no Novo Testamento.
Conquanto nessa perspectiva, o foco esteja centrado na fidelidade conjugal primordialmente sexual, não é esse apenas o propósito de um — diga-se — contrato de fidelidade, senão que também todos os demais aspectos de mútuos respeito, cuidado, consideração, atenção, com certa reserva de exclusividade em relação a terceiros, sejam desejados, esperados e, com frequência, exigidos reciprocamente. Esta última faceta da relação, a “exigência”, costuma dar a tônica dos conflitos e desentendimentos, os quais, se não forem maduramente refletidos e resolvidos, culminam com o distrato relacional, seguindo-se fases quais: separação, desquite e divórcio (quando se trata de contrato nupcial celebrado perante o Estado, sob a ordem jurídico-política vigente)

## Visão social
Pode-se considerar que, lato sensu, fidelidade, posto que implica confiança, seja um atributo de integração social. É, assim, valor essencial e desejável, desde que se pugne por uma orientação construtiva de sociedade. Nesse sentido, é o cerne de todos os empreendimentos coletivos, sociais, conforme bem o expõe o Erich Fromm, o humanista, médico-psicanalista e sociólogo alemão em sua vasta obra, em especial em “A Revolução da esperança”.
No domínio familiar, ela se aplica mais diretamente às relações de casais, entre noivos e entre esposos, sendo frequente reconhecer que não é necessário sofrer a ocorrência duma infidelidade, mútua ou unilateral, no casal para entender que este é um valor fundamental.
Frequentemente se coloca que alcançar o verdadeiro e único amor é a aspiração mais nobre do ser humano. Todavia, disfunções como o egoísmo e o prazer em si têm-se convertido num dos maiores gigantes que impedem hoje uma relação sã, estável e de benefício para as pessoas.
Ter consciência do valor da fidelidade e fortalecê-lo, são imperativos que se apresentam benefício de nós mesmos, a família e a sociedade inteira.